# Liste der Nummer-eins-Hits in Schweden (2006)
Dies ist eine Liste der Nummer-eins-Hits in Schweden im Jahr 2006. Sie basiert auf den offiziellen Single und Album Top 60, die im Auftrag der Grammofon Leverantörernas Förening (GLF), dem schwedischen Vertreter der International Federation of the Phonographic Industry, erstellt werden. Es gab in diesem Jahr 19 Nummer-eins-Singles und 35 Nummer-eins-Alben.

## Singles
| ← 2005 ← | Liste der Nummer-eins-Hits in Schweden | Liste der Nummer-eins-Hits in Schweden | Liste der Nummer-eins-Hits in Schweden         | 2007 →                    |
| \| Zeitraum \| Wo. ges. \| Interpret \| Titel Autor(en) \| Zusätzliche Informationen \| \| (Zeitraum, Wochen auf Platz eins, Interpret, Titel, Autor[en], zusätzliche Informationen) \| \| \| \| \| \| ----------------------------------------------------------------------------------------- \| -------- \| ----------------- \| ---------------------------------------------- \| ------------------------- \| \| 15. Dezember 2005 – 18. Januar 2006 5 Wochen (insgesamt 6) \| 6 \| Agnes \| Right Here Right Now (My Heart Belongs to You) \| – \| \| 19. Januar 2006 – 25. Januar 2006 1 Woche (insgesamt 5) \| 5 \| Madonna \| Hung Up \| – \| \| 26. Januar 2006 – 1. Februar 2006 1 Woche (insgesamt 6) \| 6 \| Agnes \| Right Here Right Now (My Heart Belongs to You) \| – \| \| 2. Februar 2006 – 8. Februar 2006 1 Woche \| 1 \| James Blunt \| Goodbye My Lover \| – \| \| 9. Februar 2006 – 8. März 2006 4 Wochen \| 4 \| Sebastian \| Do What You’re Told \| – \| \| 9. März 2006 – 15. März 2006 1 Woche \| 1 \| Da Buzz \| Last Goodbye \| – \| \| 16. März 2006 – 22. März 2006 1 Woche \| 1 \| Magnus Carlsson \| Lev livet! \| – \| \| 23. März 2006 – 5. April 2006 2 Wochen (insgesamt 3) \| 3 \| Carola \| Evighet \| – \| \| 6. April 2006 – 12. April 2006 1 Woche (insgesamt 2) \| 2 \| BWO \| Temple of Love \| – \| \| 13. April 2006 – 19. April 2006 1 Woche (insgesamt 3) \| 3 \| Carola \| Evighet \| – \| \| 20. April 2006 – 26. April 2006 1 Woche (insgesamt 2) \| 2 \| BWO \| Temple of Love \| – \| \| 27. April 2006 – 17. Mai 2006 3 Wochen \| 3 \| Ola \| Rain \| – \| \| 18. Mai 2006 – 24. Mai 2006 1 Woche \| 1 \| Andreas Lundstedt \| Lovegun / Nightfever \| – \| \| 25. Mai 2006 – 2. August 2006 10 Wochen \| 10 \| Elias feat. Frans \| Who’s da Man \| – \| \| 3. August 2006 – 9. August 2006 1 Woche (insgesamt 2) \| 2 \| Basshunter \| Boten Anna \| – \| \| 10. August 2006 – 16. August 2006 1 Woche \| 1 \| Elena Paparizou \| Heroes \| – \| \| 17. August 2006 – 23. August 2006 1 Woche (insgesamt 2) \| 2 \| Basshunter \| Boten Anna \| – \| \| 24. August 2006 – 6. September 2006 2 Wochen \| 2 \| Iron Maiden \| The Reincarnation of Benjamin Breeg \| – \| \| 7. September 2006 – 13. September 2006 1 Woche \| 1 \| Cascada \| Everytime We Touch \| – \| \| 14. September 2006 – 4. Oktober 2006 3 Wochen (insgesamt 10) \| 10 \| Martin Stenmarck \| 7milakliv \| – \| \| 5. Oktober 2006 – 11. Oktober 2006 1 Woche \| 1 \| Linda Sundblad \| Oh Father \| – \| \| 12. Oktober 2006 – 29. November 2006 7 Wochen (insgesamt 10) \| 10 \| Martin Stenmarck \| 7milakliv \| – \| \| 30. November 2006 – 6. Dezember 2006 1 Woche \| 1 \| Scissor Sisters \| I Don’t Feel Like Dancin’ \| – \| \| 7. Dezember 2006 – 24. Januar 2007 7 Wochen \| 7 \| Markus Fagervall \| Everything Changes \| – \| |                                        |                                        |                                                |                           |
| ← 2005 |                                        |                                        |                                                | → 2007 →                  |
| Zeitraum | Wo. ges.                               | Interpret                              | Titel Autor(en)                                | Zusätzliche Informationen |
| (Zeitraum, Wochen auf Platz eins, Interpret, Titel, Autor[en], zusätzliche Informationen) |                                        |                                        |                                                |                           |
| 15. Dezember 2005 – 18. Januar 2006 5 Wochen (insgesamt 6) | 6                                      | Agnes                                  | Right Here Right Now (My Heart Belongs to You) | –                         |
| 19. Januar 2006 – 25. Januar 2006 1 Woche (insgesamt 5) | 5                                      | Madonna                                | Hung Up                                        | –                         |
| 26. Januar 2006 – 1. Februar 2006 1 Woche (insgesamt 6) | 6                                      | Agnes                                  | Right Here Right Now (My Heart Belongs to You) | –                         |
| 2. Februar 2006 – 8. Februar 2006 1 Woche | 1                                      | James Blunt                            | Goodbye My Lover                               | –                         |
| 9. Februar 2006 – 8. März 2006 4 Wochen | 4                                      | Sebastian                              | Do What You’re Told                            | –                         |
| 9. März 2006 – 15. März 2006 1 Woche | 1                                      | Da Buzz                                | Last Goodbye                                   | –                         |
| 16. März 2006 – 22. März 2006 1 Woche | 1                                      | Magnus Carlsson                        | Lev livet!                                     | –                         |
| 23. März 2006 – 5. April 2006 2 Wochen (insgesamt 3) | 3                                      | Carola                                 | Evighet                                        | –                         |
| 6. April 2006 – 12. April 2006 1 Woche (insgesamt 2) | 2                                      | BWO                                    | Temple of Love                                 | –                         |
| 13. April 2006 – 19. April 2006 1 Woche (insgesamt 3) | 3                                      | Carola                                 | Evighet                                        | –                         |
| 20. April 2006 – 26. April 2006 1 Woche (insgesamt 2) | 2                                      | BWO                                    | Temple of Love                                 | –                         |
| 27. April 2006 – 17. Mai 2006 3 Wochen | 3                                      | Ola                                    | Rain                                           | –                         |
| 18. Mai 2006 – 24. Mai 2006 1 Woche | 1                                      | Andreas Lundstedt                      | Lovegun / Nightfever                           | –                         |
| 25. Mai 2006 – 2. August 2006 10 Wochen | 10                                     | Elias feat. Frans                      | Who’s da Man                                   | –                         |
| 3. August 2006 – 9. August 2006 1 Woche (insgesamt 2) | 2                                      | Basshunter                             | Boten Anna                                     | –                         |
| 10. August 2006 – 16. August 2006 1 Woche | 1                                      | Elena Paparizou                        | Heroes                                         | –                         |
| 17. August 2006 – 23. August 2006 1 Woche (insgesamt 2) | 2                                      | Basshunter                             | Boten Anna                                     | –                         |
| 24. August 2006 – 6. September 2006 2 Wochen | 2                                      | Iron Maiden                            | The Reincarnation of Benjamin Breeg            | –                         |
| 7. September 2006 – 13. September 2006 1 Woche | 1                                      | Cascada                                | Everytime We Touch                             | –                         |
| 14. September 2006 – 4. Oktober 2006 3 Wochen (insgesamt 10) | 10                                     | Martin Stenmarck                       | 7milakliv                                      | –                         |
| 5. Oktober 2006 – 11. Oktober 2006 1 Woche | 1                                      | Linda Sundblad                         | Oh Father                                      | –                         |
| 12. Oktober 2006 – 29. November 2006 7 Wochen (insgesamt 10) | 10                                     | Martin Stenmarck                       | 7milakliv                                      | –                         |
| 30. November 2006 – 6. Dezember 2006 1 Woche | 1                                      | Scissor Sisters                        | I Don’t Feel Like Dancin’                      | –                         |
| 7. Dezember 2006 – 24. Januar 2007 7 Wochen | 7                                      | Markus Fagervall                       | Everything Changes                             | –                         |

## Alben
| ← 2005 ← | Liste der Nummer-eins-Hits in Schweden | Liste der Nummer-eins-Hits in Schweden | Liste der Nummer-eins-Hits in Schweden      | 2007 →                    |
| \| Zeitraum \| Wo. ges. \| Interpret \| Titel \| Zusätzliche Informationen \| \| (Zeitraum, Wochen auf Platz eins, Interpret, Titel, zusätzliche Informationen) \| \| \| \| \| \| ------------------------------------------------------------------------------ \| -------- \| --------------------- \| ------------------------------------------- \| ------------------------- \| \| 22. Dezember 2005 – 4. Januar 2006 2 Wochen \| 2 \| Agnes \| Agnes \| – \| \| 5. Januar 2006 – 18. Januar 2006 2 Wochen \| 2 \| Håkan Hellström \| Nåt gammalt, nåt nytt, nåt lånat, nåt blått \| – \| \| 19. Januar 2006 – 25. Januar 2006 1 Woche \| 1 \| James Blunt \| Back to Bedlam \| – \| \| 26. Januar 2006 – 1. Februar 2006 1 Woche \| 1 \| Lisa Ekdahl \| Pärlor av glas \| – \| \| 2. Februar 2006 – 8. Februar 2006 1 Woche (insgesamt 2) \| 2 \| Laleh \| Laleh \| – \| \| 9. Februar 2006 – 15. Februar 2006 1 Woche \| 1 \| In Flames \| Come Clarity \| – \| \| 16. Februar 2006 – 22. Februar 2006 1 Woche (insgesamt 2) \| 2 \| Laleh \| Laleh \| – \| \| 23. Februar 2006 – 1. März 2006 1 Woche \| 1 \| The Knife \| Silent Shout \| – \| \| 2. März 2006 – 8. März 2006 1 Woche \| 1 \| Magnus Uggla \| Ett bedårande barn av sin tid \| – \| \| 9. März 2006 – 15. März 2006 1 Woche (insgesamt 2) \| 2 \| Sebastian \| Sebastian \| – \| \| 16. März 2006 – 22. März 2006 1 Woche \| 1 \| Petter \| P \| – \| \| 23. März 2006 – 29. März 2006 1 Woche (insgesamt 2) \| 2 \| Sebastian \| Sebastian \| – \| \| 30. März 2006 – 5. April 2006 1 Woche \| 1 \| Lars Winnerbäck \| Efter nattens bränder–1996–2006 \| – \| \| 6. April 2006 – 12. April 2006 1 Woche \| 1 \| Morrissey \| Ringleader of the Tormentors \| – \| \| 13. April 2006 – 26. April 2006 2 Wochen \| 2 \| Eric Gadd \| Eric Gadd \| – \| \| 27. April 2006 – 3. Mai 2006 1 Woche \| 1 \| BWO \| Halcyon Days \| – \| \| 4. Mai 2006 – 10. Mai 2006 1 Woche \| 1 \| Bruce Springsteen \| We Shall Overcome: The Seeger Sessions \| – \| \| 11. Mai 2006 – 24. Mai 2006 2 Wochen \| 2 \| Red Hot Chili Peppers \| Stadium Arcadium \| – \| \| 25. Mai 2006 – 7. Juni 2006 2 Wochen \| 2 \| Carola \| Från nu till evighet \| – \| \| 8. Juni 2006 – 14. Juni 2006 1 Woche \| 1 \| Ola \| Given to Fly \| – \| \| 15. Juni 2006 – 21. Juni 2006 1 Woche \| 1 \| Lordi \| The Arockalypse \| – \| \| 22. Juni 2006 – 28. Juni 2006 1 Woche \| 1 \| Tomas Ledin \| Plektrum \| – \| \| 29. Juni 2006 – 5. Juli 2006 1 Woche \| 1 \| Dixie Chicks \| Taking the Long Way \| – \| \| 6. Juli 2006 – 12. Juli 2006 1 Woche \| 1 \| Johnny Cash \| American V: A Hundred Highways \| – \| \| 13. Juli 2006 – 6. September 2006 8 Wochen (insgesamt 9) \| 9 \| Peter Jöback \| Flera sidor av samma man 1990–2006 \| – \| \| 7. September 2006 – 13. September 2006 1 Woche \| 1 \| Iron Maiden \| A Matter of Life and Death \| – \| \| 14. September 2006 – 20. September 2006 1 Woche \| 1 \| Marit Bergman \| I Think It’s a Rainbow \| – \| \| 21. September 2006 – 27. September 2006 1 Woche (insgesamt 9) \| 9 \| Peter Jöback \| Flera sidor av samma man 1990–2006 \| – \| \| 28. September 2006 – 4. Oktober 2006 1 Woche \| 1 \| Bo Kaspers Orkester \| Hund \| – \| \| 5. Oktober 2006 – 11. Oktober 2006 1 Woche \| 1 \| Anna Ternheim \| Separation Road \| – \| \| 12. Oktober 2006 – 18. Oktober 2006 1 Woche \| 1 \| Lisa Nilsson \| Hotel Vermont 609 \| – \| \| 19. Oktober 2006 – 25. Oktober 2006 1 Woche \| 1 \| Agnes \| Stronger \| – \| \| 26. Oktober 2006 – 1. November 2006 1 Woche \| 1 \| Hammerfall \| Threshold \| – \| \| 2. November 2006 – 22. November 2006 3 Wochen \| 3 \| Martin Stenmarck \| Nio sanningar och en lögn \| – \| \| 23. November 2006 – 29. November 2006 1 Woche \| 1 \| The Refreshments \| It’s Gotta Be Both Rock ’n’ Roll \| – \| \| 30. November 2006 – 6. Dezember 2006 1 Woche \| 1 \| Darin \| Break the News \| – \| \| 7. Dezember 2006 – 20. Dezember 2006 2 Wochen \| 2 \| Björn Skifs \| Andra decennier \| – \| \| 21. Dezember 2006 – 10. Januar 2007 3 Wochen \| 3 \| Markus Fagervall \| Echo Heart \| – \| |                                        |                                        |                                             |                           |
| ← 2005 |                                        |                                        |                                             | → 2007 →                  |
| Zeitraum | Wo. ges.                               | Interpret                              | Titel                                       | Zusätzliche Informationen |
| (Zeitraum, Wochen auf Platz eins, Interpret, Titel, zusätzliche Informationen) |                                        |                                        |                                             |                           |
| 22. Dezember 2005 – 4. Januar 2006 2 Wochen | 2                                      | Agnes                                  | Agnes                                       | –                         |
| 5. Januar 2006 – 18. Januar 2006 2 Wochen | 2                                      | Håkan Hellström                        | Nåt gammalt, nåt nytt, nåt lånat, nåt blått | –                         |
| 19. Januar 2006 – 25. Januar 2006 1 Woche | 1                                      | James Blunt                            | Back to Bedlam                              | –                         |
| 26. Januar 2006 – 1. Februar 2006 1 Woche | 1                                      | Lisa Ekdahl                            | Pärlor av glas                              | –                         |
| 2. Februar 2006 – 8. Februar 2006 1 Woche (insgesamt 2) | 2                                      | Laleh                                  | Laleh                                       | –                         |
| 9. Februar 2006 – 15. Februar 2006 1 Woche | 1                                      | In Flames                              | Come Clarity                                | –                         |
| 16. Februar 2006 – 22. Februar 2006 1 Woche (insgesamt 2) | 2                                      | Laleh                                  | Laleh                                       | –                         |
| 23. Februar 2006 – 1. März 2006 1 Woche | 1                                      | The Knife                              | Silent Shout                                | –                         |
| 2. März 2006 – 8. März 2006 1 Woche | 1                                      | Magnus Uggla                           | Ett bedårande barn av sin tid               | –                         |
| 9. März 2006 – 15. März 2006 1 Woche (insgesamt 2) | 2                                      | Sebastian                              | Sebastian                                   | –                         |
| 16. März 2006 – 22. März 2006 1 Woche | 1                                      | Petter                                 | P                                           | –                         |
| 23. März 2006 – 29. März 2006 1 Woche (insgesamt 2) | 2                                      | Sebastian                              | Sebastian                                   | –                         |
| 30. März 2006 – 5. April 2006 1 Woche | 1                                      | Lars Winnerbäck                        | Efter nattens bränder–1996–2006             | –                         |
| 6. April 2006 – 12. April 2006 1 Woche | 1                                      | Morrissey                              | Ringleader of the Tormentors                | –                         |
| 13. April 2006 – 26. April 2006 2 Wochen | 2                                      | Eric Gadd                              | Eric Gadd                                   | –                         |
| 27. April 2006 – 3. Mai 2006 1 Woche | 1                                      | BWO                                    | Halcyon Days                                | –                         |
| 4. Mai 2006 – 10. Mai 2006 1 Woche | 1                                      | Bruce Springsteen                      | We Shall Overcome: The Seeger Sessions      | –                         |
| 11. Mai 2006 – 24. Mai 2006 2 Wochen | 2                                      | Red Hot Chili Peppers                  | Stadium Arcadium                            | –                         |
| 25. Mai 2006 – 7. Juni 2006 2 Wochen | 2                                      | Carola                                 | Från nu till evighet                        | –                         |
| 8. Juni 2006 – 14. Juni 2006 1 Woche | 1                                      | Ola                                    | Given to Fly                                | –                         |
| 15. Juni 2006 – 21. Juni 2006 1 Woche | 1                                      | Lordi                                  | The Arockalypse                             | –                         |
| 22. Juni 2006 – 28. Juni 2006 1 Woche | 1                                      | Tomas Ledin                            | Plektrum                                    | –                         |
| 29. Juni 2006 – 5. Juli 2006 1 Woche | 1                                      | Dixie Chicks                           | Taking the Long Way                         | –                         |
| 6. Juli 2006 – 12. Juli 2006 1 Woche | 1                                      | Johnny Cash                            | American V: A Hundred Highways              | –                         |
| 13. Juli 2006 – 6. September 2006 8 Wochen (insgesamt 9) | 9                                      | Peter Jöback                           | Flera sidor av samma man 1990–2006          | –                         |
| 7. September 2006 – 13. September 2006 1 Woche | 1                                      | Iron Maiden                            | A Matter of Life and Death                  | –                         |
| 14. September 2006 – 20. September 2006 1 Woche | 1                                      | Marit Bergman                          | I Think It’s a Rainbow                      | –                         |
| 21. September 2006 – 27. September 2006 1 Woche (insgesamt 9) | 9                                      | Peter Jöback                           | Flera sidor av samma man 1990–2006          | –                         |
| 28. September 2006 – 4. Oktober 2006 1 Woche | 1                                      | Bo Kaspers Orkester                    | Hund                                        | –                         |
| 5. Oktober 2006 – 11. Oktober 2006 1 Woche | 1                                      | Anna Ternheim                          | Separation Road                             | –                         |
| 12. Oktober 2006 – 18. Oktober 2006 1 Woche | 1                                      | Lisa Nilsson                           | Hotel Vermont 609                           | –                         |
| 19. Oktober 2006 – 25. Oktober 2006 1 Woche | 1                                      | Agnes                                  | Stronger                                    | –                         |
| 26. Oktober 2006 – 1. November 2006 1 Woche | 1                                      | Hammerfall                             | Threshold                                   | –                         |
| 2. November 2006 – 22. November 2006 3 Wochen | 3                                      | Martin Stenmarck                       | Nio sanningar och en lögn                   | –                         |
| 23. November 2006 – 29. November 2006 1 Woche | 1                                      | The Refreshments                       | It’s Gotta Be Both Rock ’n’ Roll            | –                         |
| 30. November 2006 – 6. Dezember 2006 1 Woche | 1                                      | Darin                                  | Break the News                              | –                         |
| 7. Dezember 2006 – 20. Dezember 2006 2 Wochen | 2                                      | Björn Skifs                            | Andra decennier                             | –                         |
| 21. Dezember 2006 – 10. Januar 2007 3 Wochen | 3                                      | Markus Fagervall                       | Echo Heart                                  | –                         |